# 陳永安
陳永安（1953年6月4日—），台灣人，台灣棋院職業六段，中國圍棋會五品，職業圍棋棋士。

## 生平
陳永安，80—90年代活躍於台灣棋壇，多次進出大賽決賽，昔日大三冠唯名人未曾得手，和陳義翔初段是台灣棋界唯一的父子檔，其弟陳永奇九品亦是中國圍棋會棋士，一門三傑。

## 升段紀錄
- 1979年 入品 中國圍棋會(取得職業資格)
- 1982年 敘七品 中國圍棋會
- 1984年 六品 中國圍棋會
- 1985年 五品 中國圍棋會
- 2000年3月4日 聘任五段 台灣棋院
- 2007年2月6日 晉升六段 台灣棋院 升段點

## 戰績

### 國內戰績
- 累計6冠軍18亞軍，台灣冠軍數排名第7

| 頭銜     | 期數        | 通算期數 | 備註                                 |
| -------- | ----------- | -------- | ------------------------------------ |
| 天元     | 第1期       | 通算1期  | 第2期亞軍（累積1冠1亞）              |
| 王座     |             |          | 第2屆台灣棋院盃亞軍（累積1亞）       |
| 國手     |             | 通算2期  | 舊國手戰第14期，第15期（累積2冠3亞） |
| 名人     |             |          | 名人戰第29期，第30期亞軍（累積2亞）  |
| 中環盃   |             |          | 第7屆亞軍（累積1亞）                 |
| 棋王戰   | 第1，2，7屆 | 通算3期  | （累積3冠4亞）                       |
| 永大盃   |             |          | 第1屆，第4屆亞軍（累積2亞）          |
| 棋靈王盃 |             |          | 第2屆亞軍（累積1亞）                 |
| 富聚盃   |             |          | 第1屆亞軍（累積1亞）                 |

- 台灣棋院盃，2005年改制為王座戰。詳見台灣王座戰。
- 舊國手戰（應昌期基金會主辦）。1981年—1999年，共19屆。詳見台灣國手戰。

### 國際戰績
- 共取得三次台灣代表權，總戰績1勝3負

| 頭銜               | 年份   | 期數  | 最佳成績 | 註      |
| ------------------ | ------ | ----- | -------- | ------- |
| LG杯               | 1996年 | 第1期 | 本賽     | 本賽1次 |
| 富士通杯           | 1996年 | 第9期 | 本賽     | 本賽1次 |
| 東洋證券杯（停辦） | 1994年 | 第6期 | 16強     | 本賽1次 |

## 著作
- 《永安圍棋教室》系列：
  - 打入的手段與得失 （页面存档备份，存于）
  - 晉段須知 （页面存档备份，存于）
  - 業餘棋友對局細解 （页面存档备份，存于）
  - 手筋的思考與運用
  - 打劫的技巧